# Canon de 20,3 cm/45 Type 41
Le canon de 20,3 cm/45 Type 41 est un canon naval et côtier japonais utilisé sur les croiseurs de la marine impériale japonaise de la guerre russo-japonaise jusqu'à la fin de la Seconde Guerre mondiale.

## Design et développement
Le canon naval 20,3 cm de type 41 était une désignation appliquée aux canons EOC de calibre S, U, W de calibre 45 EOC de 8 pouces déjà produits par Armstrong en Grande-Bretagne et Ansaldo en Italie, et une variante japonaise produite sous licence. La production sous licence d'armes japonaises basées sur les dessins Pattern S débuta en 1902 et en 1908, une version modifiée avec un motif de rayure différent et une chambre propulsive redimensionnée fut produite. Les navires produits avant 1902 dans des chantiers navals étrangers avaient très probablement des canons de type S, U, W ; alors que les navires produits ou rénovés après 1902 dans les chantiers navals japonais ont très probablement des canons de fabrication japonaise. Ces armes furent officiellement désignées comme Type 41 le 25 décembre 1908 et redésignées à nouveau le 5 octobre 1917 en centimètres.
Le premier navire armé de ces canons était le croiseur protégé Takasago achevé en 1898 par Armstrong et armé de canons Pattern S. Les derniers navires armés de ces canons étaient probablement les croiseurs blindés de la classe Ibuki construits entre 1905 et 1911. Cette série d'armes a également armé les croiseurs blindés Asama, Azuma, Iwate, Izumo, Kasuga, Nisshin, Tokiwa et Yakumo. Beaucoup de ces navires furent désarmés selon les conditions du traité naval de Washington ou du traité naval de Londres ultérieur et leurs canons furent convertis en batteries d'artillerie côtière, y compris des installations dans la baie de Tokyo, à Tarawa et plus tard sur l'île de Wake pendant la Seconde Guerre mondiale.

## Galerie

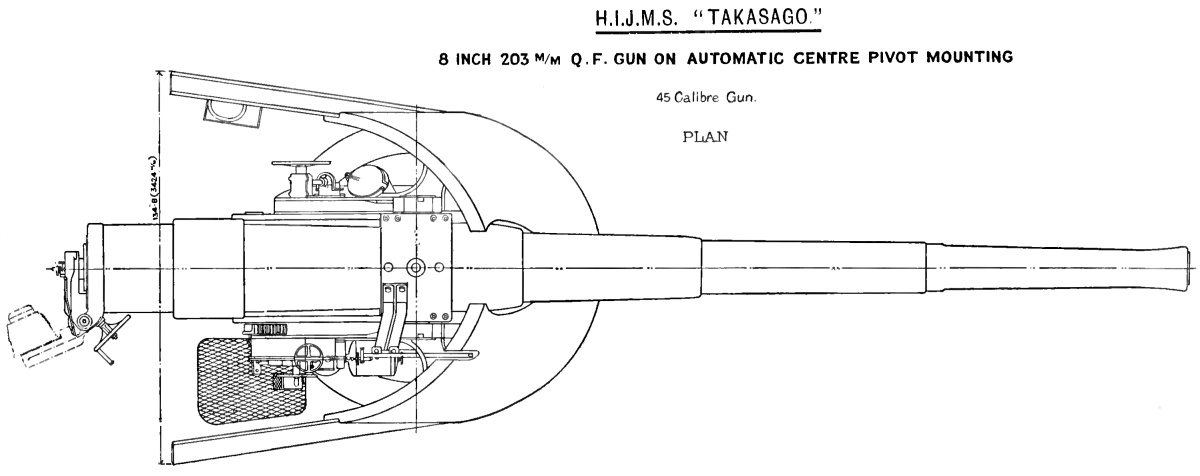
Canon de 8 pouces sur le support de pivot central sur le croiseur Takasago, mis en service en 1898.
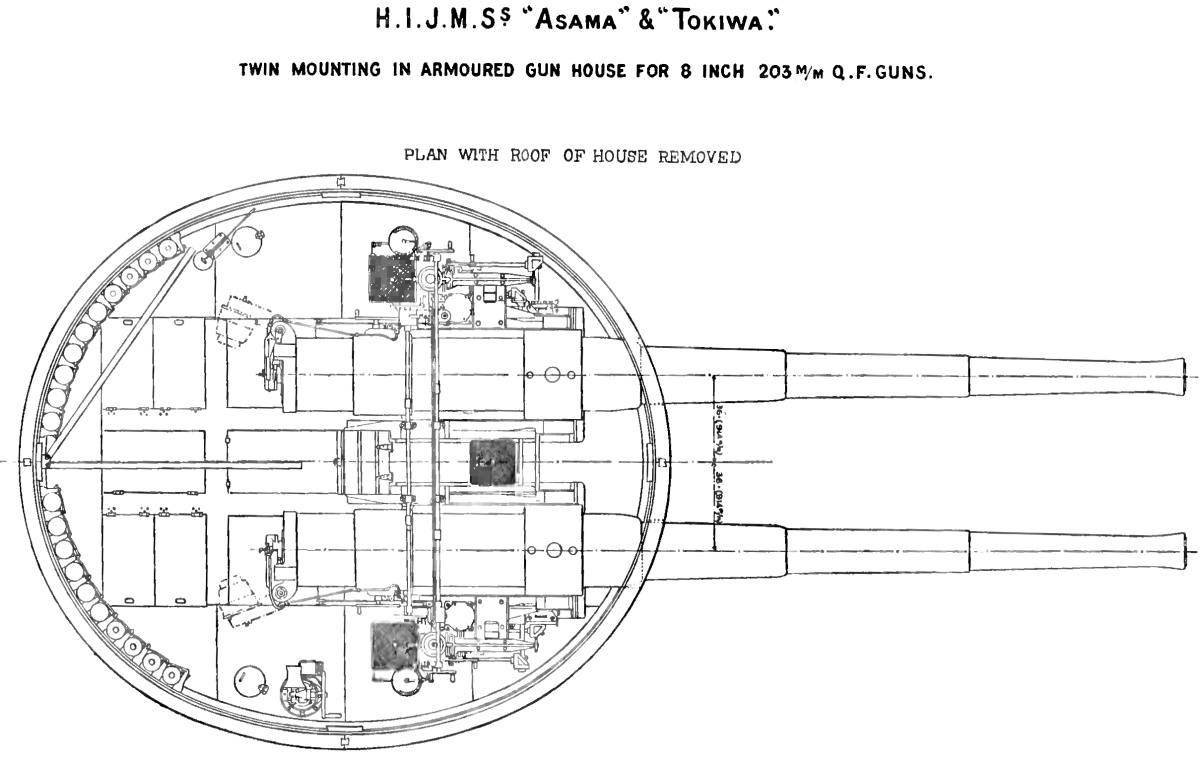
Schéma d'une tourelle en affût double de 8 pouces d'un croiseur de la classe Asama.
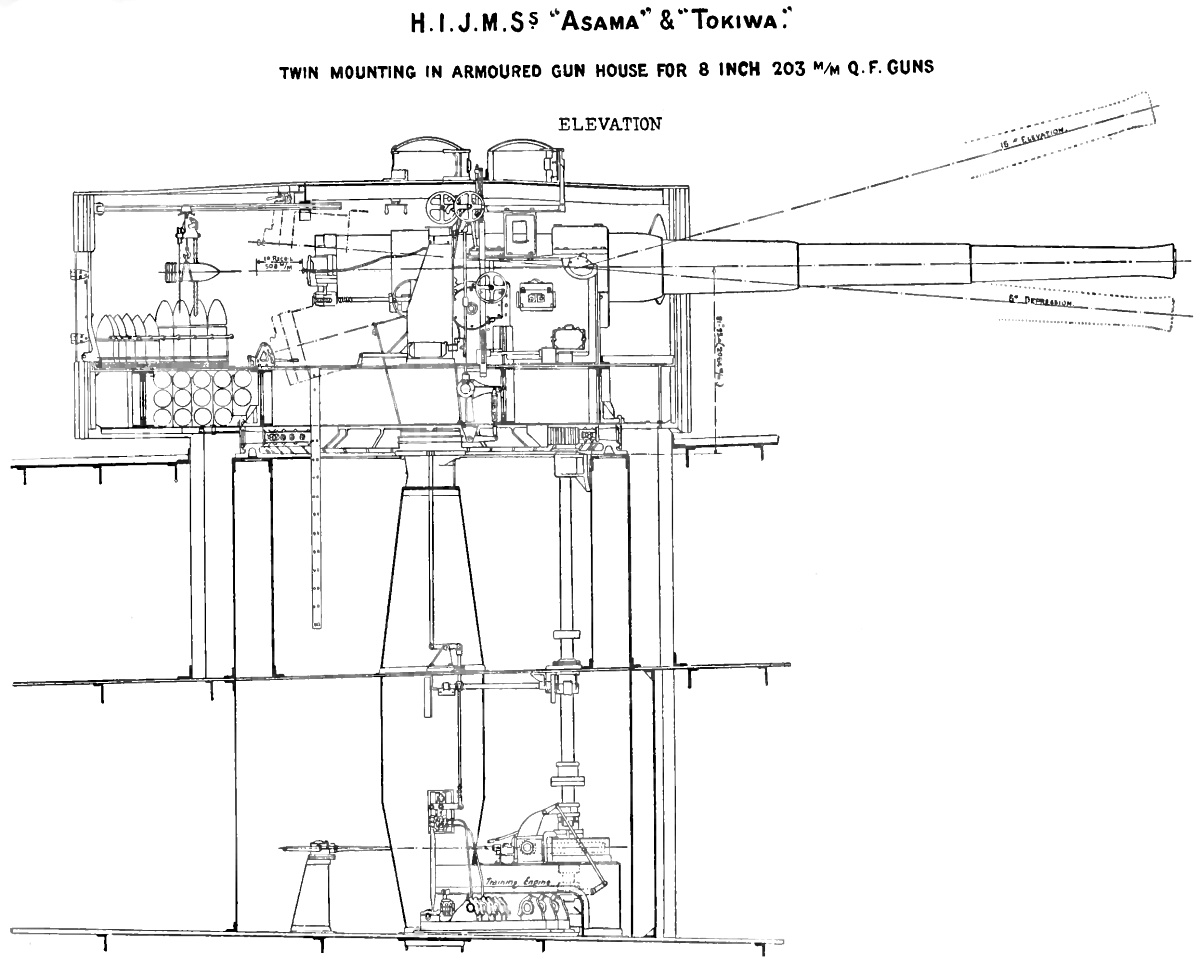
Diagramme d'élévation de profil d'une tourelle en affût double de 8 pouces d'un croiseur de la classe Asama.
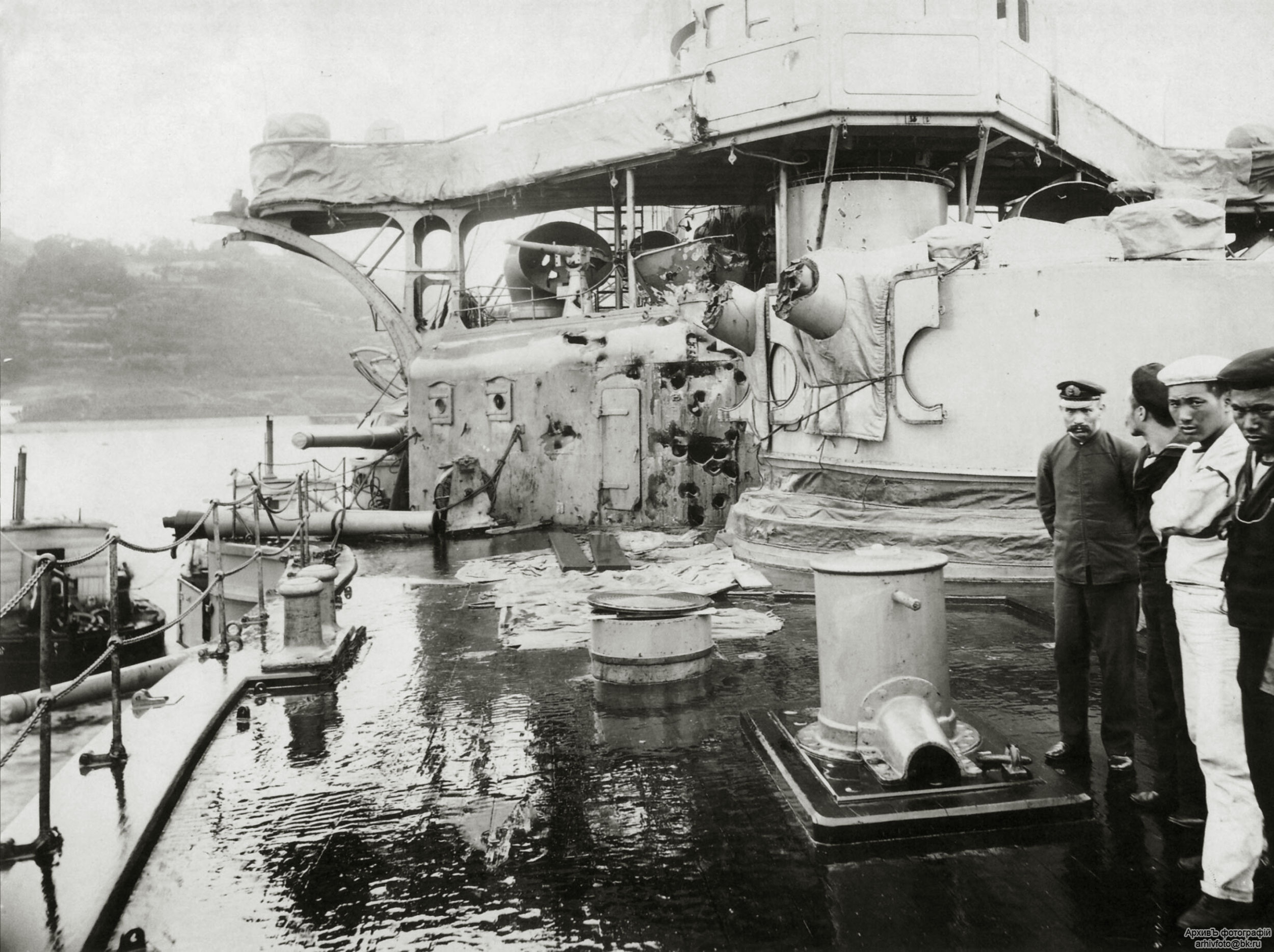
Dommages du croiseur blindé Nisshin après l'explosion d'un de ses canons lors de la bataille de Tsushima en mai 1905. L'explosion blessa notamment le futur amiral Isoroku Yamamoto.
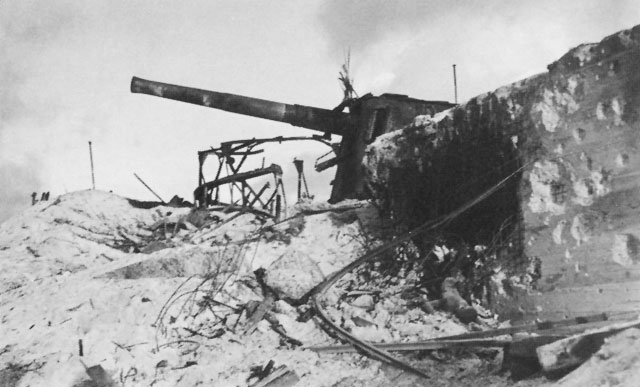
L'un des quatre canons japonais de 8 pouces détruits sur Betio à la suite de tirs navals et de frappes aériennes.
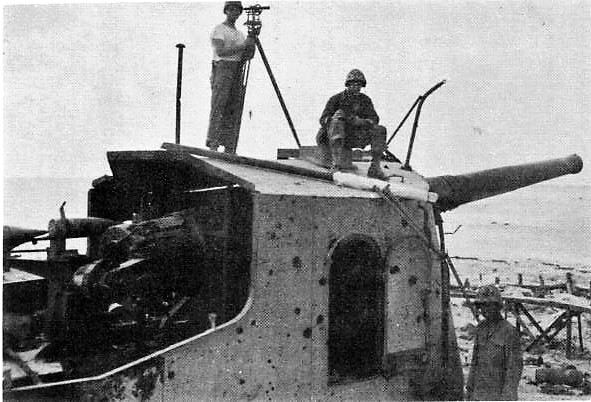
Possiblement l'un des mêmes canons, photographié sous un angle différent.